# Hylodes sazimai
Hylodes sazimai är en groddjursart som beskrevs av Célio F.B. Haddad och Pombal 1995. Hylodes sazimai ingår i släktet Hylodes och familjen Hylodidae. IUCN kategoriserar arten globalt som otillräckligt studerad. Inga underarter finns listade i Catalogue of Life.